# Shurhozelie Liezietsu
Shurhozelie Liezietsu, auch Shürhozelie Liezietsu (* 20. November 1936 in Kohima, damals Britisch-Indien, heute Nagaland, Indien), ist ein Politiker im indischen Bundesstaat Nagaland. Vom 22. Februar 2017 bis 19. Juli 2017 war er Chief Minister von Nagaland.

## Biografie
Shurhozelie Liezietsu wurde im damaligen Naga Hills District in Britisch-Indien geboren. Er gehört dem Stamm der Angami an, einem der 16 Haupt-Stämme des Volks der Naga. Er besuchte zunächst die öffentliche Missionsschule in seinem Geburtsort, schloss die Schule auf der Kohima Government High School in Kohima ab und besuchte anschließend das St. Edmund’s College in Shillong, der damaligen Hauptstadt Assams. Nach kurzer Tätigkeit in der staatlichen Verwaltung war er als Lehrer tätig. Ab dem Jahr 1969 war er politisch aktiv und gehörte zu den Gründern der United Democratic Front, einer Regionalpartei in Nagaland. Später war er in der Naga National Democratic Party (NNDP) tätig. 2002 gehörte Liezietsu zu den Gründern der Nagaland Peoples Front (NPF).
Bei den Wahlen zum Regionalparlament von Nagaland 1974, 1977, 1982, 1987, 1993, 2003 und 2008 gewann Liezietsu jeweils den Wahlkreis 10-Northern Angami-I. Bei der Wahl 2013 verzichtete er in diesem Wahlkreis auf eine erneute Kandidatur. Stattdessen kandidierte sein Sohn Khriehu Liezietsu, der dort ebenfalls erfolgreich war. Mehrfach bekleidete Shurhozelie Liezietsu Regierungsämter in Nagaland.
Nachdem der amtierende Chief Minister T. R. Zeliang aufgrund von Protesten gegen die von ihm eingeführte Frauenquote von 33 % bei Kommunalwahlen zurückgetreten war, wurde Liezietsu am 22. Februar 2017 als neuer Chief Minister von Nagaland vereidigt. Aufgrund seines Alters von 81 Jahren rechneten politische Beobachter damit, dass er nicht lange im Amt bleiben, sondern das Amt noch vor den nächsten Wahlen in Nagaland, die spätestens 2018 stattfinden sollen, an einen Jüngeren abgeben werde. Liezietsus Amtszeit ging tatsächlich auch schon am 19. Juli 2017 wieder zu Ende, als T. R. Zeliang, der eine innerparteiliche Revolte gegen seinen Nachfolger inszeniert hatte, durch den Gouverneur von Nagaland erneut zum Chief Minister ernannt wurde.

## Persönliches
Liezietsu ist verheiratet und hat vier Söhne. Neben seinen politischen Aktivitäten ist er auch als Schriftsteller in seiner Muttersprache Angami in Erscheinung getreten und hat etwa 40 Bücher zu verschiedenen Themen (Dichtung, Drama, Übersetzungen etc.) veröffentlicht.